# آمبرگ
آمبرگ شهری در ایالت بایرن آلمان است.